# Nguyễn Thị Thu Hà (Hà Tĩnh)
Nguyễn Thị Thu Hà (sinh ngày 3 tháng 2 năm 1973) là một nữ giảng viên và chính trị gia người Việt Nam. Bà từng là đại biểu Quốc hội Việt Nam khóa 12 nhiệm kì 2007-2011 thuộc đoàn đại biểu tỉnh Gia Lai.

## Xuất thân
Bà sinh ngày 3 tháng 2 năm 1973, người dân tộc Kinh, không theo tôn giáo nào, quê quán ở xã Thạch Kênh, huyện Thạch Hà, tỉnh Hà Tĩnh.

## Giáo dục
Bà có bằng Thạc sĩ sinh học.
Bà có bằng Tiến sĩ sinh học.

## Sự nghiệp
Nghề nghiệp, chức vụ: Ủy viên Ủy ban Văn hoá, Giáo dục, Thanh niên, Thiếu niên và Nhi đồng của Quốc hội,Giảng viên Trường Cao đẳng sư phạm tỉnh Gia Lai
Nơi làm việc: Trường Cao đẳng sư phạm tỉnh Gia Lai
Nơi ứng cử: Gia Lai
Đại biểu Quốc hội khoá: XII
Đại biểu chuyên trách: Không
Đại biểu Hội đồng Nhân dân: Không